# Route 9 (Alberta)
Pour les articles homonymes, voir Route 9.
La Route 9 est une route dans le centre-sud de l'Alberta qui forme, avec la Route 7 de Saskatchewan, un corridor reliant Calgary à Saskatoon, Saskatchewan via Drumheller. Elle est une route principale du réseau routier national. La route 9 parcourt environ 324 km (201 mi) depuis l'intersection avec la route 1 (Route transcanadienne) à l'est de Calgary jusqu'à la frontière de l'Alberta avec la Saskatchewan,,.

## Description du tracé

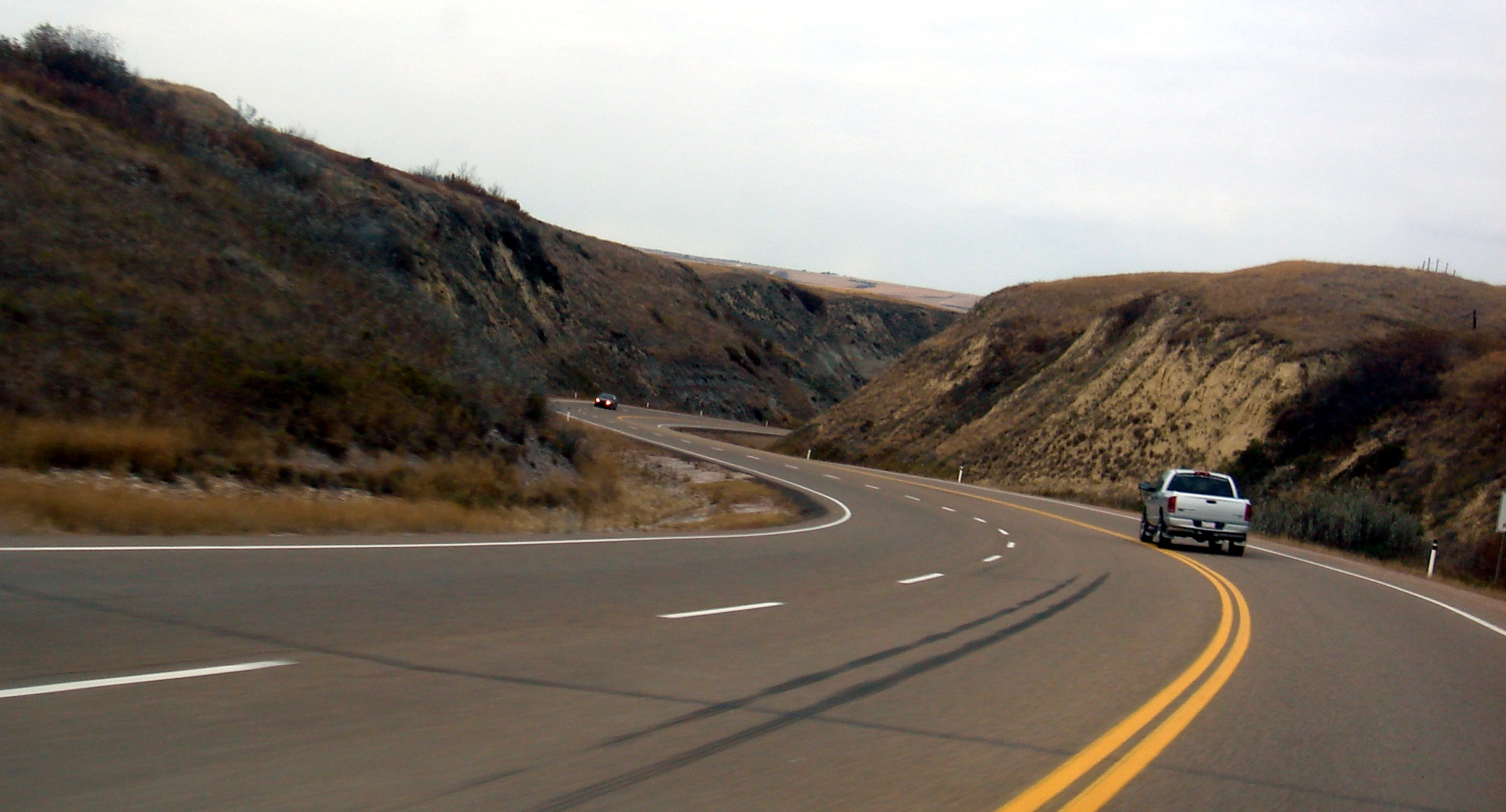
Highway 9 descending into the Red Deer River valley in Drumheller

La route 9 débute à un échangeur avec la route 1 environ 10 km (6 mi) à l'est de Chestermere et 20 km (12 mi) à l'ouest de Strathmore. Pour les premiers 45 km (28 mi), la route 9 adopte généralement un itinéraire sud / nord jusqu'à Beiseker, où elle rencontre les routes 72 et 806. À Beiseker, la route 9 bifurque pour adopter une orientation ouest / est sur 64 km (40 mi) jusqu'à Drumheller, où elle rencontre les routes 10 et 56. Les routes 9 et 56 forment alors un multiplex du sud au nord sur 22 km (14 mi) jusqu'à une intersection avec la route 27 à l'est de Morrin. La route 9 quitte le multiplex et redevient une route ouest / est pour le reste du trajet en Alberta. Elle relie Hanna et Oyen ainsi que plusieurs autres petites communautés. Au-delà la frontière, la route se poursuit comme route 7 et se rend à Saskatoon, au nord-est.,

## Intersections majeures
| Municipalité rurale / spécialisée             | Ville                                    | km                                    | Destinations                                             | Notes                                                               |
| --------------------------------------------- | ---------------------------------------- | ------------------------------------- | -------------------------------------------------------- | ------------------------------------------------------------------- |
| Comté de Rocky View                           |                                          | 0,00                                  | AB-797 sud – Langdon                                     | AB-9 sud devient AB-797 sud                                         |
| Comté de Rocky View                           | AB-1 – Strathmore, Medicine Hat, Calgary | 0,00                                  | Échangeur                                                |                                                                     |
| Comté de Rocky View                           | 13,00                                    | AB-564 – Delacour, Calgary            |                                                          |                                                                     |
| Comté de Rocky View                           | 19,40                                    | AB-566 ouest – Balzac, Kathyrn, Keoma | Terminus est de l'AB-566                                 |                                                                     |
| Comté de Rocky View                           | 32,70                                    | AB-567 ouest – Airdrie                | Terminus est de l'AB-567                                 |                                                                     |
| Comté de Rocky View                           | Beiseker                                 | 44,30                                 | AB-72 ouest – Crossfield                                 | Terminus est de l'AB-72                                             |
| Comté de Rocky View                           | Beiseker                                 | 44,30                                 | AB-806 nord – Acme, Linden                               | Terminus sud de l'AB-806                                            |
| Limite Comté de Wheatland–Comté de Kneehill   |                                          | 63,80                                 | AB-21 – Three Hills, Strathmore                          |                                                                     |
| Limite Comté de Wheatland–Comté de Kneehill   | 70,30                                    | AB-836 nord – Carbon                  | Terminus sud de l'AB-836                                 |                                                                     |
| Limite Comté de Wheatland–Comté de Kneehill   | 82,70                                    | AB-840 sud – Rosebud, Standard        | Terminus nord de l'AB-840                                |                                                                     |
| Comté de Kneehill                             |                                          | 98,60                                 | AB-841 sud – Dalum                                       | Terminus nord de l'AB-841                                           |
| Municipalité de Drumheller                    | Municipalité de Drumheller               | 106,80                                | AB-10 est / AB-56 sud (Railway Avenue S) – Rosedale      | Terminus ouest du multiplex avec l'AB-56; terminus ouest de l'AB-10 |
| Municipalité de Drumheller                    | Municipalité de Drumheller               | 107,70                                | AB-575 ouest (South Dinosaur Trail) – Nacmine            | Terminus est de l'AB-575                                            |
| Municipalité de Drumheller                    | Municipalité de Drumheller               | 108,30                                | Traverse la rivière Red Deer                             | Traverse la rivière Red Deer                                        |
| Municipalité de Drumheller                    | Municipalité de Drumheller               | 108,80                                | AB-838 nord (North Dinosaur Trail) – Musée royal Tyrrell | Terminus sud de l'AB-838                                            |
| Municipalité de Drumheller                    | Municipalité de Drumheller               | 109,10                                | AB-576 est                                               | Terminus ouest de l'AB-576                                          |
| Comté de Starland                             |                                          | 129,00                                | AB-27 ouest – Morrin, Three Hills                        | Terminus est de l'AB-27                                             |
| Comté de Starland                             | AB-56 nord – Stettler                    | 129,00                                | Terminus est du multiplex avec l'AB-56                   |                                                                     |
| Comté de Starland                             | 142,00                                   | AB-849 sud – Michichi                 | Terminus nord de l'AB-849                                |                                                                     |
| Comté de Starland                             | 151,80                                   | AB-851 – Byemoor, Delia               |                                                          |                                                                     |
| Aire Spéciale No 2                            |                                          | 172,90                                | AB-855 nord – Watts, Endiang                             | Terminus sud de l'AB-855                                            |
| Aire Spéciale No 2                            | 174,60                                   | AB-862 sud – Gem                      |                                                          |                                                                     |
| Aire Spéciale No 2                            |                                          | 189,80                                | AB-36 nord – Castor, Viking                              | Terminus ouest du multiplex avec l'AB-36                            |
| Aire Spéciale No 2                            | 192,40                                   | AB-36 sud – Brooks, Taber             | Terminus est du multiplex avec l'AB-36                   |                                                                     |
| Aire Spéciale No 3                            | Youngstown                               | 237,00                                | AB-884 sud – Big Stone                                   | Terminus ouest du multiplex avec l'AB-884                           |
| Aire Spéciale No 3                            |                                          | 244,00                                | AB-884 nord – Veteran                                    | Terminus est du multiplex avec l'AB-884                             |
| Aire Spéciale No 3                            | Cereal                                   | 267,50                                | AB-886 nord – Sedalia, Consort, Buffalo                  | Terminus sud de l'AB-886                                            |
| Aire Spéciale No 3                            | Oyen                                     | 291,10                                | AB-41 – Consort, Oyen, Medicine Hat                      |                                                                     |
| Aire Spéciale No 3                            |                                          | 309,20                                | AB-899 nord – Esther                                     | Terminus ouest du multiplex avec l'AB-899                           |
| Aire Spéciale No 3                            | 310,90                                   | AB-899 sud                            | Terminus est du multiplex avec l'AB-899                  |                                                                     |
| Aire Spéciale No 3                            | 324,10                                   | SK-7 – Alsask, Kindersley, Saskatoon  | Continue en Saskatchewan                                 |                                                                     |
| - Terminus de multiplex - Transition de route |                                          |                                       |                                                          |                                                                     |